# 2015 en santé et médecine
| Années de la santé et de la médecine : 2012 - 2013 - 2014 - 2015 - 2016 - 2017 - 2018    |
| Décennies de la santé et de la médecine : 1980 - 1990 - 2000 - 2010 - 2020 - 2030 - 2040 |

Cet article présente les faits marquants de l'année 2015 en santé et médecine.

## Événements
- 6 mai : annonce de l'identification par analyse métagénomique de l'archée Loki, qui appartiendrait, du point de vue phylogénétique, à l'embranchement le plus proche des eucaryotes[1].
- 6 juillet : à Dijon, l'hôpital du Bocage, dont les origines remontent à la fondation, en 1204, de l'hôpital du Saint-Esprit, devient officiellement hôpital François-Mitterrand[2],[3].
- 10 septembre : l'équipe de Lee Rogers Berger annonce la découverte d'une nouvelle espèce humaine en Afrique du Sud, Homo naledi.

## Prix
- Le prix Nobel de médecine est attribué à William C. Campbell, Satoshi Omura et Youyou Tu, « pour leurs travaux sur les maladies parasitaires[4] ».